# Trachischium monticola
Trachischium monticola (гірський вуж-червоїд) — вид змій родини полозових (Colubridae). Мешкає в Південній Азії.

## Опис
Довжина змії Trachischium monticola становить 23 см, враховуючи хвіст довжиною 3 см. Верхня частина тіла темно-коричнева, поцяткована двома блідо-коричневими поздовжніми смугами з чорними краями. Нижня частина тіла жовтувата. У молодих особин є уривчастий жовтий комір. Спинні луски гладкі, формують 15 рядів.

## Поширення і екологія
Гірські вужі-червоїди мешкають вгорах на північному сході Індії (Ассам, Аруначал-Прадеш, Мегхалая), в Бангладеш і Тибеті. Вони живуть у вологих субтропічних лісах в долинах Гімалаїв, на висоті від 600 до 2000 м над рівнем моря. Відкладають яйця, в кладці від 3 до 6 яєць.